# フェリーはかた
フェリーはかたは、九州郵船が運航していたフェリー。

## 概要
内海造船田熊工場で建造され、1975年5月2日に博多 - 壱岐 - 対馬航路に就航した。
[共有建造制度を利用して建造された船舶整備公団との共有船である。
1994年、フェリーちくしの就航により引退した。

## 設計
全通船楼型の自動車航送旅客船である。

## 船内

### 船室
- 特一等室（14名）
- 一等室（94名）
- 特二等室（146名）
- 二等室（391名）
- 甲板椅子席（286名）